# Ponti sul Mincio
Ponti sul Mincio es una localidad y comune italiana de la provincia de Mantua, región de Lombardía, con 2.152 habitantes.

## Evolución demográfica
| Gráfica de evolución demográfica de Ponti sul Mincio entre 1861 y 2001 |
|                                                                        |
| Fuente ISTAT - elaboración gráfica de Wikipedia                        |